# いもかみさま
『いもかみさま』（妹神様）は、ひろやまひろしによる日本の漫画。白泉社の青年漫画雑誌『ヤングアニマルあいらんど』と後継誌『ヤングアニマルイノセント』にて2011年9月から2014年3月まで連載された。単行本が白泉社（ジェッツコミックス）から1巻刊行されたが、掲載誌の休刊により中断している。

## 概要
ひろやまひろしの商業作品としては初めての自身オリジナルの漫画作品。ノベルゲーム『Fate/stay night』の外伝作品として知られる『Fate/kaleid liner プリズマ☆イリヤ』シリーズで商業連載を続けてきたひろやまが、友人である漫画家の春野友矢と食事をしていた際に、春野にひろやまがまだ商業で読み切り漫画もオリジナル漫画も描いた実績がないということを指摘され、その場に同席していた白泉社の編集に声をかけられたのが執筆のきっかけであったという。当初は読み切り作品として作られたが、白泉社の意向により連載という形で発表されることとなった。
いわゆる萌え系漫画、学園青春漫画の系譜をたどりながら、日本古来からの「神」という和製ファンタジーの要素を盛り込んだシナリオとなっている。青年雑誌連載という関係か、露骨ではないものの、性的描写は元来のひろやま作品よりも多い。

## ストーリー
華深川神社に住む人助けが大好きな少女・華深川鳴華は、神社の氏神であるミクリから「神」としての代行を託され「神代行」となった。一方で鳴華の兄である蒼人の体の中には、8年前にあった事件以来、神の力が宿る「龍玉」が宿されており、神様代行となった鳴華よりも強力な神力を用いる事ができるようになっていた。そんな事実を知らずに神様業に勤しむ妹に振り回される毎日を、蒼人は送るのだった。

## 登場キャラクター
華深川 蒼人（はなみかわ あおと）
年齢：14 / 身長：162cm / 体重：54kg
主人公。華深川神社に住む少年。龍之宮中学校三年生。
普段は受動的な性格ながら、奔放な妹の鳴華に振り回される損な役割を演じる兄。また周囲には母親や真耶など気の強い女性が多いため、何かと暴力沙汰に遭う事も多い。そのせいか何かとぶっきら棒な態度を取る事が多く、冷めた視点で彼女たちの日常を見ている事が多い。しかしいざという時には男気を発揮し、妹たちの危機を救うなど能動的な一面を垣間見せる事がある。いわゆる眼鏡男子であり、級友からも「メガネ」というあだ名で呼ばれているらしい。ライトノベルをこよなく愛する。
8年前に自動車に轢き逃げされるという交通事故に遭遇しており、実はその時に死亡している。しかし鳴華の救済の願いを聞き入れたミクリによって反魂の術をもって蘇生された。しばらくはそのまま日常を送っていたのだが、鳴華と可耶が増水した川に取り残されてしまった際に体内の「龍玉」が覚醒し、以降は徐々にそのミクリのものであった神力を使えるようになっている（この際、外見の変化が見られるが詳細は不明）。しかし自らの意思では発動できず、誰かを助けたいと強く願った時に発動するようである。発動時、瞳が蛇のようになる。前述の経緯から、ミクリにシスコン呼ばわりされる。
華深川 鳴華（はなみかわ めいか）
年齢：12 / 身長：145cm / 体重：39kg / スリーサイズ：B77/W54/H75
蒼人の妹。龍之宮中学校一年生。華深川神社の神代行。
明朗快活な少女で、いつも兄や可耶たちを振り回している。人助けが大好きで、そのためにミクリに請うて神代行の立場を獲得した。御幣の代わりに紙垂の付けられた蛇口付きの水道管を手にしており、自らの意思によって聖水を出す事ができる（蒼人の龍玉に反応してしまう場合もある）。神力についてはまだまだ微弱であるが、増水した川に取り残された可耶を助けた事実が報道されて以降は、町の神様代行としてちょっとした有名人になっている。8年前に蒼人が死亡した事故の際に、自らの願いによってミクリの強力な神力を亡失させてしまった事に負い目を持っているようで、彼女が人助けや神代行を望むようになった事はそれが強く関係していると、蒼人は分析している。
蒼人に対してはかなり杜撰な扱いをすることがあるが、信頼はしている。
ミクリ
年齢：不明 / 身長：116cm / 体重：不明 / スリーサイズ：不明
華深川神社の氏神。
小学生くらいの外見を持つ少女。頭部からは左右に角が生えており、常に和装で身を包んでいる。往時は第2位の氏神ランクを持っていたが、鳴華に神代行を譲り渡した時には70502位にまで低落していた（低落前は大人の外見だった）。水面から別の水面へと自在に転移する事ができ、また窓ガラスなどを透り抜けている描写もある。神としての歴史は古いらしく、一人称「ワシ」をはじめとしてたまに古風な物言いをするが、基本的には現代に即した言葉遣いと知識を持っている。一般人には姿を視認する事は出来ないようだが、その存在を認知している人物はいるようである。
8年前までは成人女性の体格で、氏神ランク2位に相応しい強力な神力を持っていたが、蒼人が死亡した事故の際に鳴華の願いを聞き届け、反魂のために自らの神力の源である「龍玉」を蒼人の体内に埋め込んだ。彼女が今のような体躯や神力になったのは、「龍玉」を失った事が原因である。
美々原 可耶（みみはら かや）
年齢：14 / 身長：155cm / 体重：49kg / スリーサイズ：B86/W58/H82
華深川兄妹の幼馴染。龍之宮中学校三年生。
ほんわかとした穏やかな性格で、また少し抜けた天然な様子も窺える。中学生にしては非常に豊満な体つきをしている。そのためか、華深川兄妹にはAV女優のような扱いを受けることがある。右目の下には泣き黒子がある。幼馴染の蒼人とは特に仲が良く幼いころから一緒に遊んでいたようで、中学校に進学している今でも友人づきあいを続けている。過去に蒼人に助けられた事があるらしいが詳細は不明。ミクリとの接点は今のところないが、彼女の存在については言及している。住家はアパート暮らし。
美々原 真耶（みみはら まや）
年齢：12 / 身長：150cm / 体重：40kg / スリーサイズ：B72/W52/H79
可耶の妹。龍之宮中学校一年生。
クールな性格の毒舌家であり、「死ねばいいのに」が口癖で蒼人や鳴華にはよく辛辣な言葉を浴びせている。姉とは逆に、左目の下に泣き黒子がある。体格には自信がないようで、鳴華に指摘された時には激怒していた。幼馴染である蒼人の事は「蒼にぃ」と呼んでおり、普段は何かと暴力を振るうなどしているが、その実は蒼人に好意を抱いている（心の奥底では自分と蒼人以外の人類が滅亡していいとすら思っている）。紛れもないツンデレで、蒼人に何かあれば血相を変えるが本人の前では素直になれない。中学校進学までの間しばらく蒼人とは接点が無かったようで、再会した折には「大きくなった」と言われていた。
華深川 翠臥（はなみかわ すいが）
華深川兄妹の父親。
息子と同じく眼鏡をかけた男性。妻や子供たちに対しても丁寧語を用いて話す。
華深川 蛍火（はなみかわ けいか）
華深川兄妹の母親。
いわゆる元ヤンであり、フランクな性格。蒼人や鳴華らに対しても容赦のない言動で恐れられている。
シマコ
華深川家の飼い猫。性別は雌。
元は可耶が面倒を見ていた捨て猫だったが、鳴華たちとともに増水した川に取り残されてしまった所を蒼人によって救出された。その後、アパート暮らしである美々原家ではなく、華深川家に引き取られた。後にミクリが浸かっていた風呂のお湯に入った事から人の姿と人語を得てしまう。もっともそう見えるのは縁の深い蒼人とミクリのみで、他人からは普通の小猫に見えているらしい。関西弁を喋り、また可耶の胸に埋もれては悦に入るなど俗人染みた（むしろおっさんくさい）性格をしている。蒼人への恩は感じているらしい。
バンダナ
蒼人のクラスメート。
あだ名の通りバンダナを頭に巻いている少年。姉がいるので、妹の存在にあこがれを抱いている。
T。
あだ名の通り、学校でもTシャツを着ている少年。弟がいる。性格は非常に爽やかで、蒼人やバンダナには一目置かれている。

## 作中用語
龍玉
ミクリの力の源であったもの。現在は蒼人の体内に埋め込まれており、その力を覚醒させることで蒼人は神力を行使する事ができる。
氏神ランク
氏神としてのランキング。詳細は不明だが神ポイントと呼ばれるものに依存し、氏神としての実績や神力そのものにが関係するらしい。少なくとも7万以上の氏神がいる。ミクリ曰く、下位は団子状態であり第1話の事件で一気に一万以上順位が上がった。
神役所
神代行の申請を受理する役所。神の国にあるらしい。
やおよろず
いわゆる八百万神。神の視点であればあちらこちらに姿を見る事ができるという。姿形は様々で、主に動物を模したものが多い。神としては位はあまり高くないらしく、神代行であっても視認する事ができる。
水のやおよろず
小さな蛙のような姿をしたやおよろず。害はなく水気を呼び寄せるものであるらしい。よりにもよって可耶の内股に取り憑いたせいで、おもらしだと誤解された。
色神（しきがみ）
やおよろずの一種。いわゆるラッキースケベを促進させるらしい。頭部に唇がついた猫のような外見をしており、嬌声を上げながらぷるぷると震えている。ただし、引き起こすハプニングはイマイチ本人の希望に沿っているとは言えないものである。
厄鬼
土地や人間の淀みに集まるもの。禍を引き起こす元であり、場が清められると離散してしまう。小さなものは虫のような外見をしており、神でしか視認する事は出来ない。複数集まると、新品の自転車が破損する、靴紐が一斉にちぎれるなどのあからさまな禍が発生する。ミクリによると「両生級」というように種別が存在する模様。

## 単行本
1. ISBN 978-4592140214（2013年7月26日発売）[1]

　　※ナンバリングされているが続刊はない。